# Эльясалылар
Эльясалылар (азерб. Elyasalılar, İlyaslar) — село в Кельбаджарском районе Азербайджана. Расположено на высоте 1518 м. Согласно одной из версий деревня была основана человеком под именем Эльясали в XIX веке и получила имя в его честь.

## История
По этнографическим материалам 1960-х годов село Эльясалылар было населено субэтнической группой азербайджанцев — айрумами.
В ходе Карабахской войны перешло под контроль непризнанной Нагорно-Карабахской Республики, под контролем которой село находилось с начала 1990-х годов до ноября 2020 года и входило в Шаумяновский район НКР. 
25 ноября 2020 года на основании трёхстороннего соглашения между Азербайджаном, Арменией и Россией от 10 ноября 2020 года Кельбаджарский район возвращён под контроль Азербайджана.